# Rizal (Zamboanga del Norte)
Rizal es un municipio de Cuarta Clase de la provincia en Zamboanga del Norte, Filipinas. De acuerdo con el censo del 2000, tiene una población de 13,501 en 2,917 hogares.

## Barangays
Rizal está políticamente subdividida en 22 barangays.
| - Balubohán - Birayán - Damasing - Población del Este - La Esperanza - Mabuhay - Mabunao - Mitimos - Nangca - Nangcaan - Napilan | - Nasipang - Nuevo Dapitán - Nilabo - Mapang del Norte - Rizalina - San Roque - Sebaca - Sipaon - Mapang del Sur - Tolón - Población del Oeste |